# Francis Line
Francis Line (ur. 1595 w Londynie, zm. 25 listopada 1675 w Liège) – angielski fizyk, konstruktor i jezuita, znany z wynalezienia zegara magnetycznego. Był krytykiem niektórych teorii głoszonych przez Newtona, kwestionował również poglądy Roberta Boyle'a dotyczące gazów.

## Życiorys
Urodził się w Londynie, chociaż niektóre ze źródeł utrzymują, że pochodził z Buckinghamshire. W 1623 roku wstąpił do Towarzystwa Jezusowego. Święcenia kapłańskie otrzymał w 1628 roku. Na skutek represji wobec angielskich katolików opuścił ojczyznę i przeniósł się na kontynent. Przez wiele lat pracował jako wykładowca hebrajskiego i matematyki w jezuickim kolegium w Liège. W 1633 udało mu się skonstruować zegar magnetyczny. W 1656 roku został wysłany do Anglii, gdzie przez krótki czas sprawował posługę w okolicach Derby. Od 1659 roku przebywał w Londynie, skąd w 1665 roku został przeniesiony do Lancashire. W czasie pobytu w Anglii, na zamówienie króla Karola II Stuarta skonstruował specjalny zegar. Angielski monarcha powierzył mu to zadanie, gdyż Line, już w czasie pobytu w Niderlandach, dał się poznać jako zdolny konstruktor. Urządzenie jakie Line stworzył dla Karola, stało się znane w całej Europie z uwagi na skomplikowaną i artystyczną konstrukcję. Zasada jego działania została opisana przez Francisa w dziele An Explication of the Diall, wydanym w 1673 roku. Praca ta zawierała także poglądy Line'a dotyczące geografii, astrologii i astronomii. Zegar znajdował w prywatnych ogrodach królewskich w Whitehall. Urządzenie nie zachowało się jednak do czasów współczesnych, zostało przypadkowo zniszczone przez hrabiego Rochester i jego znajomych w czasie zabawy. W 1672 roku Line powrócił do Liège, gdzie zmarł trzy lata później.
Dzięki zegarowi Francis stał się sławny. Był jednak znany nie tylko jako konstruktor ale także jako uczony. W swojej pracy naukowej zajmował się przede wszystkim matematyką i fizyką. Część jego poglądów była sprzeczna z teoriami Roberta Boyle'a i Izaaka Newtona a uczeni ci często wchodzili z nim w polemikę. Nie zgadzali się na przykład co do właściwości próżni i światła. Po serii debat z udziałem członków Royal Academy, poglądy Line'a na ten temat zostały odrzucone jako błędne. Line brał również udział w sporze który toczyli Christiaan Huygens i Grégoire de Saint-Vincent na temat kwadratury koła. W 1660 roku, w Londynie ukazała się jego praca poruszające te zagadnienia. Poglądy Line'a dotyczące astrofizyki były zbliżone do tych głoszonych przez Galileusza. Przyjaciele włoskiego uczonego zapraszali nawet Line'a do Rzymu aby pomógł w obronie modelu heliocentrycznego. Line zgodził się, ale Galileusz odrzucił jego pomoc.

## Ważniejsze prace
- Refutation of the attempt to Square the Circle, Londyn, 1660
- Tractatus de Corporum Inseparabilitate, Londyn, 1661
- List dotyczący poglądów Newtona na światło i kolory, opublikowany w Philosophical Transactions of the Royal Society of London, Londyn, 1674
- Some Optical Assertions concerning the Rain-bow, transmitted from Liège, where they were publicly discussed in August last: Delivered here in the same Language [Latin], wherein they were communicated, opublikowane w Philosophical Transactions of the Royal Society of London, Londyn, 1675
- A Treatise on the Barometer
- Tractatus de Horologiis